# Leif Bodin
 (février 2025).
Pour les articles homonymes, voir Bodin.
Leif Bodin, né le 20 juin 1996, est un homme politique allemand. Membre de la CDU, il est député depuis 2025.

## Biographie
Leif Bodin naît le 20 juin 1996.
Il succède à Astrid Damerow, députée fédérale de longue date, qui avait déjà annoncé son retrait fin 2023.